# 文順得
文順得（ムン・スンドゥク　문순득 1777年～1847年）は、 李氏朝鮮の魚商で、現在の全羅南道新安郡一帯で商売した。魚を買い付け戻る途中、嵐にあい漂流、琉球王国、ポルトガル領マカオ、フィリピン総督領だったルソン島などに滞在した人物として知られている。この人物について書かれた本が、丁若銓（정약전、チョン・ヤクチョン）が執筆した「漂流始末」だ。

## 生涯
文順得は、西南海地域の特産品ガンギエイ（ホンオ、홍어）を買い付け、羅州・栄山浦に卸していた。
25歳だった1802年1月18日、叔父ら5人（文好謙、李白根、朴無碃、李中原、金玉紋）とともに船に乗り、全羅南道新安郡にある黒山島近くの太砂島（태사도）でガンギエイを買い付け戻る途中、嵐にあい流され、2月2日、奄美大島の「羊寬村」に上陸した。
1802年10月7日、3隻の船で中国に向かって出発したが、再び漂流、11月1日、フィリピンのルソン島に流れ着く。
1803年9月9日、商船に乗りマカオに到着し、12月11日、広東を経て1804年4月14日、南京に到着。
1804年5月19日、北京へ近づいたところで李氏朝鮮の役人に会い、燕行使とともに帰国、1805年1月8日、家に帰りついた。
文順得は1809年6月27日、1801年に済州島へ流れ着き、その後、国籍不明とされ、留め置かれていたフィリピン人（イロカノ人）と会話、彼らが口にしていた「マカウェ」がマカオを指すことを確認。彼らが帰国を許される契機となった。
全羅南道新安郡牛耳島には、文順得の銅像が建てられている。

## 「漂流始末」
李氏朝鮮後期の実学者、丁若銓（1758年～1816年）は1801年、辛酉教獄により全羅南道新安郡の牛耳島に流罪となった。
牛耳島一帯の生き物について記録した「茲山魚譜」を記す中で、文順得の体験を聞いた丁若銓は、それらの口述をもとに「漂流始末」を執筆。丁若銓の弟子、李綱会（이강회、 1774年～1830年）が記した「柳菴叢書（유암총서）」に収録された。
「漂流始末」巻末には、81個の琉球語と54個のフィリピン語の単語を収録している。

## 参照
- 漂流記
  - 漂海録 （崔溥）
  - 漂海録（張漢喆）
- 漂海日録　金大璜の安南国(ベトナム） 漂流記
- ヘンドリック・ハメル
- 金大建
- 大黒屋光太夫
- ジョン万次郎